# Duma (Nablus)
Duma, també escrit Douma (àrab: دوما, Dūmā), és un vila palestina de la governació de Nablus, a Cisjordània, al nord de la vall del Jordà, 25 kilòmetres al sud-oest de Nablus. Segons l'Oficina Central Palestina d'Estadístiques tenia 2.220 habitants en 2007. L'àrea total de Duma és de 17.351 dúnams, d'aquests 200 com a sòl edificat.
El 31 de juliol de 2015, colons israelians sospitosos bombardejaren dues cases de Duma, matant Ali Saad Dawabsheh, de 18 mesos d'edat, i deixant ferits crítics els seus pares i el seu germà de 4 anys. El nen, Ali, va morir en l'atac; el seu pare, de 32 anys, va morir després de cremades de segon grau sobre la major part del cos aproximadament cinc setmanes després de la mort de la seva esposa per les seves ferides. Es creu que l'atac va ser un atac de responsabilitat mútua de colons israelians, que van ser vists fugint cap a Ma'ale Efraim.

## Història
S'hi ha trobat terrissa dels períodes hel·lenístic, hel·lenístic/romà i romà. Al sud-sud-oest de la vila hi ha una deu anomenada Ayn Duma, on l'aigua ha estat recollidea en antigues piscines petites, algunes excavades a la roca.

### Època otomana
Duma, com la resta de Palestina, fou incorporada a l'Imperi Otomà en 1517, i en el cens de 1596 la vila apareix com a part de la nàhiya o subdistricte de Jabal Qubal al liwà o districte de Nablus. Tenia una població de 23 llars, totes musulmanes. Pagaven una taxa fixa del 33.3% sobre els productes agrícoles, com blat, ordi, cultius d'estiu, oliveres, cabres i ruscs; un total de 1.300 akçe.
En 1870, Victor Guérin la va visitar i assenyalà: «La vila havia estat defensada per dues torres, una a l'est i l'altre a l'oest. Un d'elles era 18 passes de llarga per 13 d'ample, i l'altra era de 17 passes de llarga per 8 d'ample. Algunes de les cornises més baixes encara estan al seu lloc, i mostren que la torres van ser construïdes amb pedres de dimensions àmplies, algunes de tall llis i altres no. Aquestes restes, separades per un espai d'unes 750 iardes, demostren obra antiga. L'antiguitat del lloc està provada per les nombroses excavacions a la roca, ja que a tot arreu es troben cisternes i contenidors subterranis.»
En 1882 el Survey of Western Palestine (SWP) del Fons per a l'Exploració de Palestina la va descriure com «una petita vila al cim d'un turó. Disposa de cisternes i tombes antigues excavades a la roca. Hi ha una deu, Ain Umm Omeir, 3/4 milles al sud-est de les cases. Al nord hi ha les ruïnes d'un lloc sagrat a el Khudr, Sant Jordi. Hi ha oliveres al nord.» El SWP també assenyala que la mesquita de la vila, amb pedra de maçoneria, era una antiga església dedicada a Sant Jordi.

### Època del Mandat Britànic
En el cens de Palestina de 1922, organitzat per les autoritats del Mandat Britànic, Duma tenia 155 habitants, tots musulmans, que es va incrementar en el cens de 1931 a 218, encara tots musulmans, en un total de 43 cases.
En 1945 Duma tenia 310, tots musulmans, amb 17,351 dúnams de terra, segons un cens oficial de terra i població. D'aquests, 580 dúnams eren plantacions i terra de rec, 4,076 usats per cereals, mentreq ue 33 dúnams eren sòl edificat.

### Després de 1948
Després de la de la Guerra araboisraeliana de 1948, i després dels acords d'Armistici de 1949, Duma va restar en mans de Jordània. Després de la Guerra dels Sis Dies el 1967, ha estat sota ocupació israeliana. Abans de 1967 gairebé tota la població masculina resident a Duma es dedicava a l'agricultura. Des d'aleshores el nombre d'agricultors s'ha reduït perquè molts residents han trobat treball en la construcció a Israel o en petites empreses a la ciutat. No obstant això, els residents de Duma encara es basen principalment en els conreus de regadiu, fruiters, oliveres i bestiar per subsistir. L'aigua de Duma prové de quatre deus: Fasayel a l'oest, Ein Duma i Rashash al sud i Umm Amir a l'est. Fasayel, la deu més gran, també és usada per les autoritats israelianes per proporcionar aigua als assentaments israelians més propers.
Duma té tres escoles per a nens i nenes i la ciutat ha creat la Clínica Mayo en 2002 amb l'ajuda del Ministeri de Salut palestí.
El 31 de juliol de 2015, colons israelians sospitosos atacaren dues cases de Duma, matant Ali Saad Dawabsha, de 18 mesos d'edat, i deixant ferits crítics els seus pares, que van morir uns dies més tard, i el seu germà de 4 anys. Es creu que l'atac va ser un atac de responsabilitat mútua de colons israelians, que van ser vists fugint cap a Ma'ale Efrayim. L'atac va ser condemnat tant per l'Autoritat Nacional Palestina com pel govern d'Israel com a acte de terrorisme.